# Cassoulet
Le cassoulet (de l'occitan cassolet, caçolet) est une spécialité régionale du Languedoc, à base de haricots secs, généralement blancs, et de viande. À son origine, il était à base de fèves. Le cassoulet tient son nom de la cassole en terre cuite émaillée dite caçòla en occitan et fabriquée principalement à Issel.

## Histoire

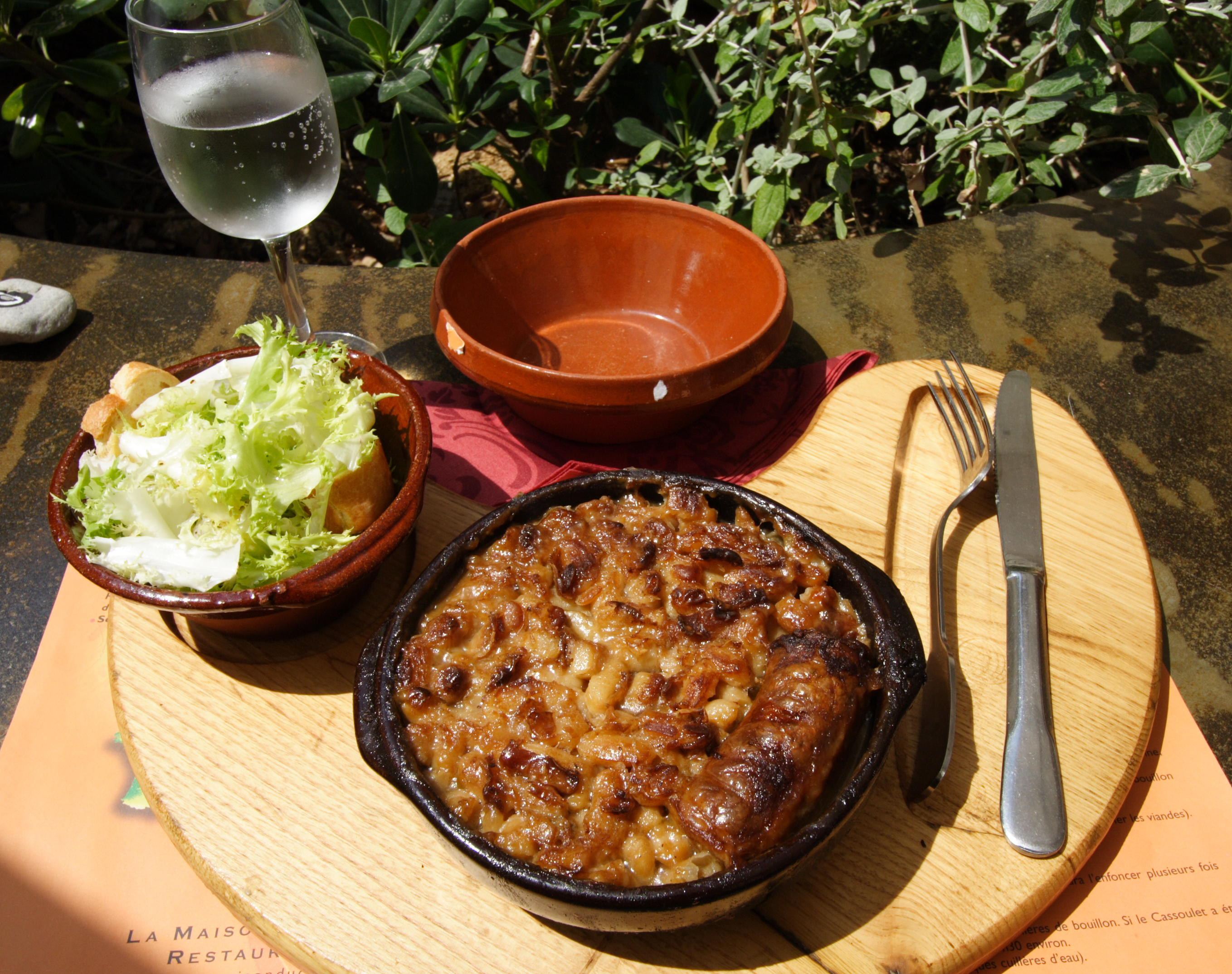
Cassoulet de Carcassonne.

La légende, rapportée par Prosper Montagné, place l'origine du cassoulet dans la ville de Castelnaudary, durant la guerre de Cent Ans (1337-1453). Durant le siège de Castelnaudary par les Anglais, les assiégés affamés auraient réuni tous les vivres disponibles (fèves et viandes), pour confectionner un gigantesque ragoût ou estofat, pour revigorer les combattants. Ceux-ci purent alors chasser les Anglais et libérer la ville.
Cette légende, qui conforte le sentiment nationaliste et fait du cassoulet un défenseur des valeurs françaises, ne résiste cependant pas vraiment à l'analyse. Certes, la ville de Castelnaudary a grandement souffert pendant la guerre de Cent Ans. Elle fut d'ailleurs partiellement brûlée par les troupes du Prince Noir, le 31 octobre 1355. Cette légende reflète ainsi le désir de prendre une revanche sur l'Histoire. D'autre part, les haricots, originaires du continent sud-américain, n'ont été introduits en Europe que beaucoup plus tard (XVIe siècle), il s'agit donc plus probablement de fèves, ou de doliques (moujette ou mounjette en occitan), qui étaient consommées à l'époque en ragoût.
L'idée d'un ragoût de viande (porc) et de légumineuses remonte à la cuisine romaine antique. Le plat s'est répandu avec l'Empire romain.
Un des livres de cuisine les plus anciens, Le Viandier, de Taillevent, édité le 15 février 1654 décrit une recette de ragoût de mouton aux fèves, probablement inspirée des Arabes.
Mais cette légende met en évidence la nature même du plat : un plat fait de restes et très énergétique. C'est donc à l'origine une recette familiale paysanne, faite de graines (fèves, doliques, puis plus tard, haricots blancs), dans lesquelles cuisent à petit feu les viandes disponibles dans le garde-manger des paysans de l'époque. Le plat est laissé sur un coin de la cuisinière tôt le matin, mijote ainsi pendant la journée et est consommé lors du repas du soir.
Le cassoulet, qui s'appelle encore au XVIIe siècle estouffet, prend au XVIIIe siècle, le nom de cassoulet du nom du plat dans lequel il cuit, la « cassole ». La querelle sur le pays d'origine du cassoulet apparaît, dès la fin du XIXe siècle, quand La Revue méridionale publie, en 1890, un article affirmant que le seul cassoulet authentique vient de Castelnaudary.
Anatole France appuie cette version, quand il écrit « iI ne faut pas confondre le cassoulet de Castelnaudary avec celui de Carcassonne qui est un simple gigot de mouton aux haricots ». La question se nationalise, vers 1900, quand le critique gastronomique Edmond Richardin lance un débat sur ce sujet dans La Gazette parisienne. Chacun prend alors parti pour un pays (Castelnaudary, Carcassonne, Toulouse), en oubliant l'existence de versions locales comme Villefranche-de-Lauragais, Narbonne, Montauban, Pau ou Pamiers. En 1911, le cassoulet est chanté par le poète félibre, Auguste Fourès, qui retranscrit un chant anonyme de 1850. Ce plat s'invite sur la table de l'Élysée par le biais d'Armand Fallières.
De nos jours, on trouve dans la grande distribution des conserves de cassoulet dans une version que renient les puristes. Il existe cependant, dans la région, des versions gastronomiques appertisées tout à fait remarquables. Sa confection est très codifiée, mais varie selon les écoles.

## Composition et variantes
Le cassoulet est un plat traditionnel dont la base est un ragoût de haricots blancs, longuement mijoté pour être fondant en bouche — c'est là le secret de la réussite. Dans ce ragoût sont ajoutés, selon les versions, du confit d'oie ou de canard, du lard, de la couenne, du jarret de porc, de la saucisse, de l'agneau ou de la perdrix. On peut y trouver aussi de la tomate, du céleri ou de la carotte. Il peut être ou non recouvert de chapelure.
Il est l'objet d'une querelle ancestrale entre trois villes : Castelnaudary, Carcassonne et Toulouse. La controverse porte sur l'origine du cassoulet, sa composition et les qualités gustatives des cassoulets préparés dans chacune des villes.
Le cassoulet de Castelnaudary est fait à partir de haricots blancs du Lauragais, il contient du confit d'oie, du jarret ou de l'épaule de porc, de la saucisse et de la couenne de porc, une carcasse de volaille ou quelques os de porc, des oignons et des carottes sont aussi utilisés pour préparer le bouillon servant de base au plat, ils ne sont cependant pas présents dans le produit final. Il finit sa cuisson dans un four de boulanger, dans lequel brûlent des ajoncs de la montagne Noire.
Le cassoulet de Carcassonne peut contenir de la perdrix rouge et un morceau de mouton.
Le cassoulet de Toulouse contient du confit de canard et une saucisse de Toulouse, de la carotte et un oignon piqué de clous de girofle. On le recouvre parfois de chapelure, avant de le passer au four. Le nombre de fois où il faut, durant la cuisson au four, casser la croûte qui se forme à surface du plat, est l'objet de grandes querelles d'experts (entre six et huit fois selon les versions).
Pour arbitrer cette rivalité, Prosper Montagné (Carcassonne, 1865-Sèvres, 1948), un gastronome languedocien, célèbre cuisinier à Toulouse et Paris, a recours à une métaphore : « Le cassoulet est le Dieu de la cuisine occitane. Un Dieu en trois personnes : Dieu le Père qui est le cassoulet de Castelnaudary, Dieu le Fils qui est celui de Carcassonne et le Saint-Esprit, celui de Toulouse. »
Il ne faut cependant pas négliger d'autres variantes, en particulier le cassoulet ariégeois, plus connu sous le nom de mongetada.

## Les constantes
Malgré toutes les variantes de ce plat, on retrouve les constantes : le haricot servant de base, présence de diverses viandes (dont la couenne), et la marmite permettant la cuisson. Les états généraux de la Gastronomie française, en 1966, ont défini les proportions entre les viandes (30 %) et les autres ingrédients : haricots, couennes, aromates et le jus de cuisson (70 %).

### Le haricot

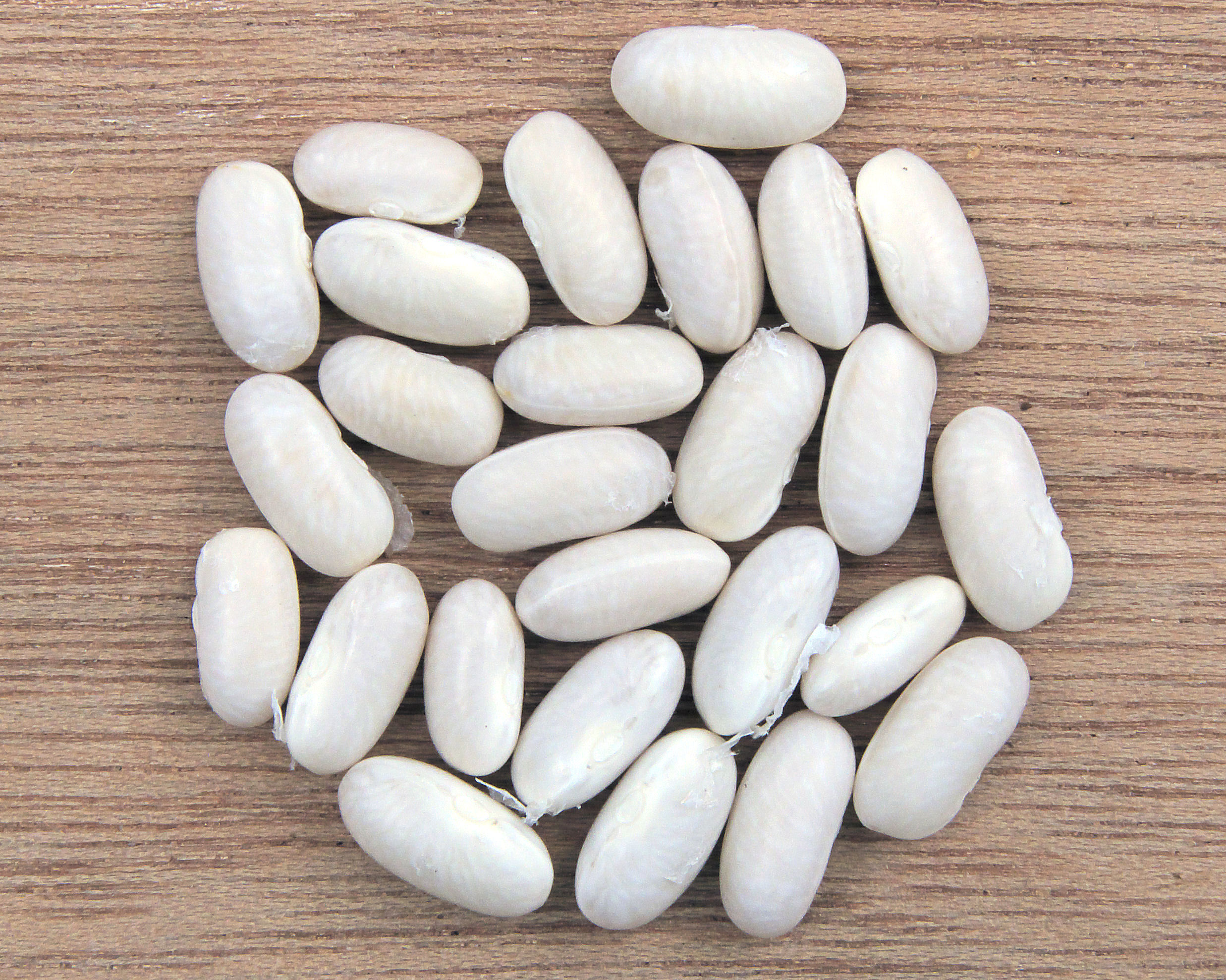
Haricots blancs.

On utilise traditionnellement, pour la confection du cassoulet, le lingot de Castelnaudary, le coco de Pamiers (voir mongetada) ou le haricot tarbais. Certains cuisiniers tentent un retour aux sources en le préparant avec des fèves. Le haricot commun (Phasoleus vulgaris), probablement une variante domestiquée du Phaseolus arborigineus, est originaire du Pérou. Il a été rapporté en Europe, vers 1528, par un chanoine italien. Catherine de Médicis vint en France en apportant dans ses bagages quelques graines de ce produit. En tant que comtesse du Lauragais, elle encouragea la culture de cette légumineuse dans le sud de la France. Il devint, durant le XVIIe siècle et jusqu'au XIXe siècle, une base importante de la production et de la consommation locale.
Après la Seconde Guerre mondiale, cette culture locale a été abandonnée au profit de cultures plus rentables. Le cassoulet est alors fabriqué avec des haricots importés. Mais la qualité du produit en a souffert ; en effet, les haricots importés provenant de mélanges, il était difficile d'obtenir une qualité constante et un niveau de cuisson homogène. Vers le milieu des années 1990 se crée un syndicat des producteurs de haricots à cassoulet, dont la vocation est de promouvoir la production du haricot lauragais. En dix ans, la production a ainsi été multipliée par presque vingt (de 35 tonnes à 600 tonnes).[citation nécessaire]
Les haricots cultivés dans la région de Mazères, ou de Pamiers, sont souvent recommandés pour la confection du cassoulet.[citation nécessaire] Le haricot coco de Pamiers avait presque entièrement disparu, mais un programme de réintroduction mis en place par la CAPA (coopérative agricole de la plaine d’Ariège) a conduit à un renouveau de la production (22 tonnes en 2006).[citation nécessaire]
Vers la fin des années 1990, le lingot de Castelnaudary a été redéveloppé dans le Lauragais. En 2005, sa production atteignait six cents tonnes. Soucieux de proposer une production locale aux restaurateurs et conserveurs, le syndicat des producteurs de haricots s'est engagé dans une démarche d'identification autour d'une marque déposée par la coopérative Arterris : Haricot de Castelnaudary. Un travail de caractérisation a été entrepris et une demande de reconnaissance IGP a été initié en 2012,.
La consommation de haricots, importante encore au XIXe siècle, a grandement chuté pour tomber à environ 150 à 200 grammes par mois et par personne. Avec la réhabilitation du haricot régional, le syndicat des producteurs de haricots à cassoulet, et la Coopération Agricole, espèrent redonner du prestige à une nourriture riche en fibres, sucres lents et protéines.
Le haricot de Castelnaudary est désormais IGP depuis 2020.

### La cassole

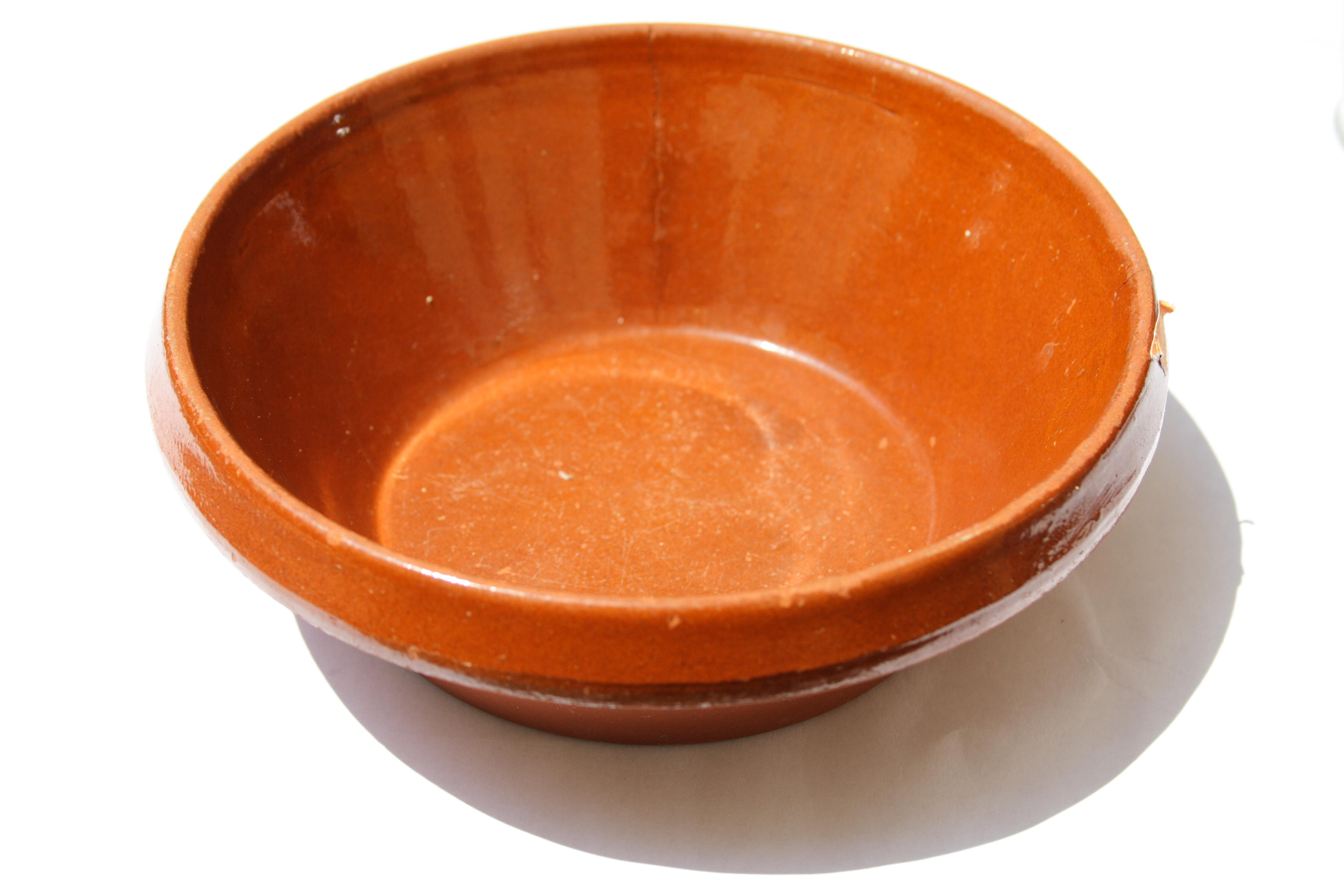
Une cassole.

La cassole est un récipient en terre cuite à la forme d'un cône tronqué. Elle est vernie intérieurement pour en garantir l'étanchéité.

### La couenne
La couenne est la peau raclée du cochon. En cours de cuisson du cassoulet, elle fournit le collagène qui lie le jus de cuisson.

## Accord mets et vin
Le cassoulet se sert traditionnellement avec un vin rouge de la région (corbières, fitou ou minervois).

Bon mot : 

« Un cassoulet sans vin, c'est comme un curé sans latin. »

— Pierre Desproges

## Promotion

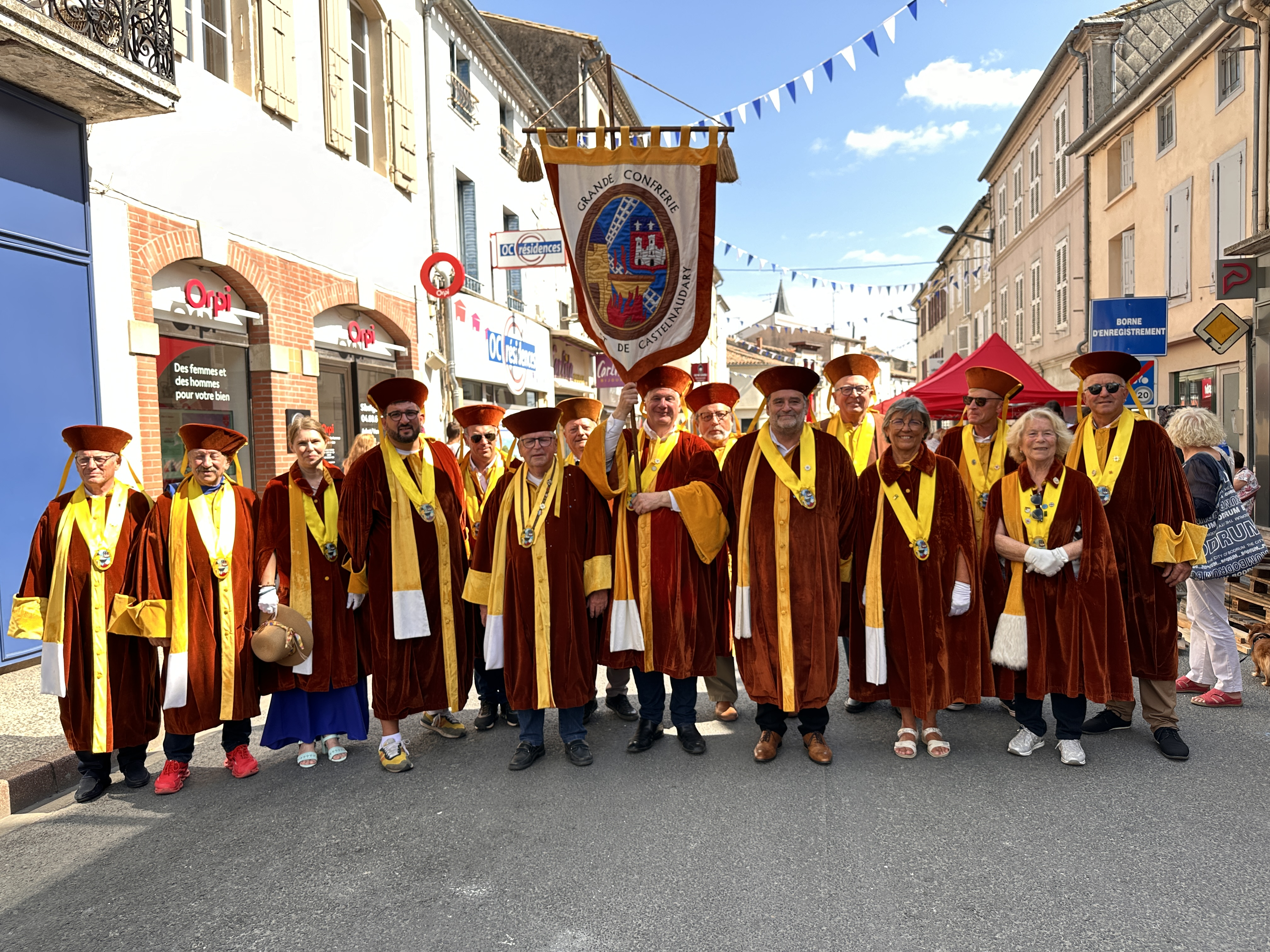
La Grande Confrérie du Cassoulet de Castelnaudary.

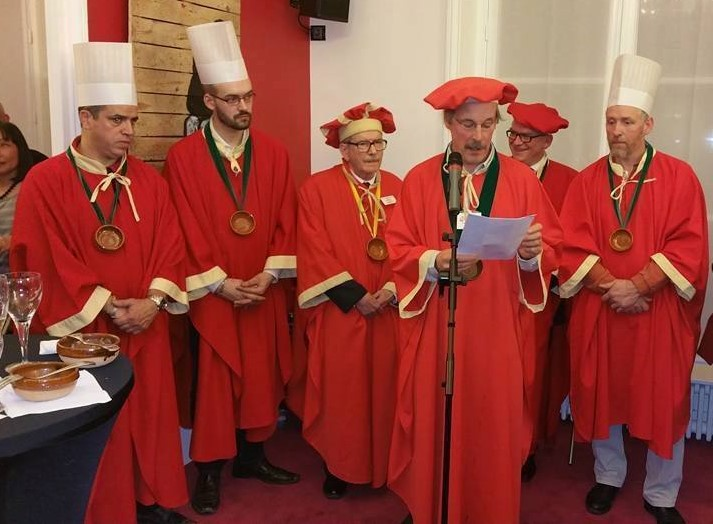
La confrérie de l'Académie universelle du Cassoulet de Carcassonne.

À Castelnaudary, autoproclamée « Capitale mondiale du cassoulet » a été fondée le 17 janvier 1970, la « Grande confrérie du cassoulet de Castelnaudary », dont l'objectif est de promouvoir et de défendre la qualité et renommée du cassoulet chaurien. Elle compte dans les rangs de ses dignitaires, deux anciens présidents de la République: François Mitterrand et Jacques Chirac intronisés en 1990 et 1978. Laurent Spanghero occupa le poste de grand maître de 2010 à 2014. Chaque année depuis l'an 2000 s'organise une grande fête du cassoulet, durant laquelle, en dehors du chapitre de la confrérie, des dégustations sont offertes. Un concours regroupe aussi les meilleurs spécialistes du cassoulet. Dans cette ville, le cassoulet est un véritable enjeu économique : 80 % de la production française de cassoulet (75 000 tonnes) est produit par six industriels de Castelnaudary,.
C'est à Carcassonne qu'a vu le jour le 22 janvier 1998, une « Académie universelle du cassoulet ». Le projet lancé par le restaurateur carcassonnais, officiant au Japon, André Pachon, et finalisé par le chef étoilé, Jean-Claude Rodriguez, tend à promouvoir le cassoulet dans toute sa généralité. Une route des cassoulets a été créée, qui permet un voyage dans les meilleures tables de la région, et propose plusieurs variantes de ce plat. L'académie universelle du cassoulet intronise aussi des chefs à travers le monde (Belgique, Canada, Japon),.
Dans un esprit plus ludique qu'officiel, les Chevaliers du Fiel (Eric Carrière et Francis Ginibre) ont créé en 2017, le « Championnat du monde du Cassoulet de Toulouse ». La deuxième édition, à la salle du Rex, a été remportée par le Montalbanais, et chef étoilé, Christian Constant devant un jury présidé par Michel Sarran,,
Le 7 avril 2022, est née la « Confrérie du cassoulet de Toulouse », à l'initiative du restaurateur, André Audouy,.

## Plats voisins
Il existe de par le monde de nombreux plats ou ragoûts à base de haricots ou de fèves.
Un plat d'origine médiévale est le févoulet, qui est un cassoulet aux fèves, toujours proposé par une conserverie de Saint-Félix-Lauragais.
Le cassoulet portugais ou brésilien s'appelle la feijoada, mais s'accompagne au Brésil de riz : il se compose de haricots noirs, on peut y trouver des abats, de la palette de porc salée, du bœuf séché et du piment.
La fabada asturiana, ou cassoulet des Asturies, est consommée dans le nord-ouest de l'Espagne. Elle est confectionnée avec un haricot spécialement cultivé dans la région, la faba, ou haricot des Asturies.
Aux Antilles, on cuisine un cassoulet avec des pois savons secs. En Catalogne, les faves ofegades est un cassoulet qui se fait encore avec des fèves et qui a la même origine que le cassoulet occitan. Le Guernsey Bean Jar est une sorte de cassoulet de l'île de Guernesey. Les boulangers locaux permettaient à leurs clients de faire cuire toute la nuit dans leurs fours ce pot de haricots à la viande traditionnellement consommé au petit déjeuner.
En Pologne, il existe une version de cassoulet appelée fasolka po bretońsku (« haricots à la bretonne »), composée de haricots blancs, de la saucisse à l'ail et de la sauce à la tomate.
Au Québec, les fèves au lard sont un plat traditionnel, composé de haricots mijotés longuement avec du lard. Les trois principales variantes sont : sauce tomate, à la mélasse et au sirop d'érable. Cette dernière variante est très populaire à la cabane à sucre.

## Dans la culture populaire
Le groupe de musique électro Salut c'est cool a réalisé en 2019 une musique appelée le cassoulet dont une partie du clip a été réalisé à Castelnaudary. À la fin de ce clip une recette est disponible.